# Joyrex J4
Joyrex J4 è un EP del musicista Richard D. James pubblicato nel 1992 dalla Rephlex Records con lo pseudonimo Caustic Window.
È il primo della serie Joyrex composta da un totale di tre EP, ed è stato pubblicato solo in formato vinile 12 pollici.
Tra le tracce, è inclusa anche una cover del brano Popcorn di Gershon Kingsley del 1969.

## Tracce
Lato A
1. Propulcid - 4:27
2. Popcorn - 3:38
3. AFX II - 1:20

Lato B
1. Cordialatron - 4:43
2. Italic Eyeball - 4:24
3. Kohtex - 0:21